# Dasyvalgus flavicauda
Dasyvalgus flavicauda är en skalbaggsart som beskrevs av Miyake, Yamaguchi och Aoki 2002. Dasyvalgus flavicauda ingår i släktet Dasyvalgus och familjen Cetoniidae. Inga underarter finns listade i Catalogue of Life.